# 芙蓉総合リース
芙蓉総合リース株式会社（ふようそうごうリース、Fuyo General Lease Co., Ltd.）は、東京都千代田区麹町に本社を置く日本の大手総合リース会社。旧富士銀行（みずほ銀行）系列である芙蓉グループの一員で、みずほフィナンシャルグループとの関係が強い。コーポレートスローガンは「前例のない場所へ」。

## 沿革
- 1969年（昭和44年）5月 - 丸紅飯田（現・丸紅）、富士銀行（現・みずほ銀行）を中心とする芙蓉グループ6社を株主として資本金1億円で設立、本社を東京都千代田区大手町二丁目4番地（新大手町ビル）に設置
- 1970年（昭和45年）9月 - 本社を東京都千代田区大手町一丁目6番1号（大手町ビル）に移転
- 1970年（昭和45年）11月 - 資本金1億2,500万円に増資
- 1973年（昭和48年）5月  - 千代田エンタープライズ株式会社（現・株式会社エフ・ジー・エル・サービス）設立
- 1974年（昭和49年）2月 - 資本金1億5,000万円に増資
- 1974年（昭和49年）4月 - 資本金4億5,000万円に増資
- 1985年（昭和60年）2月 - レバレッジド・リースの取扱い開始
- 1987年（昭和62年）1月 - 芙蓉オートリース株式会社設立、横河電機と合弁にて横河レンタ・リース株式会社設立
- 1987年（昭和62年）4月 - ファーストリースの取扱い開始
- 1988年（昭和63年）4月 - スペースリースの取扱い開始
- 1988年（昭和63年）9月 - アメリカに現地法人設立
- 1989年（平成元年）2月 - 資本金48億円に増資
- 1990年（平成2年）4月 - アクア・アート（熱帯魚水槽のレンタル・メンテナンス）の取扱い開始
- 1993年（平成5年）11月 - 現在の本社に移転
- 1994年（平成6年）3月 - 株式会社芙蓉建機レンタル（現株式会社アクア・アート）設立
- 1996年（平成8年）4月 - 株式会社芙蓉リース販売設立
- 1999年（平成11年）12月 - ニチイ学館と合弁にて株式会社日本信用リース設立
- 2001年（平成13年）4月 - 安信リース（安田信託銀行系）と合併
- 2002年（平成14年）4月 - 安田リース（安田生命系）と合併、芙蓉総合開発のリース金融事業を分割承継
- 2002年（平成14年）12月 - 資本金81億円に増資
- 2004年（平成16年）12月 - 東京証券取引所市場第一部に上場　資本金105億円に増資
- 2006年（平成18年）7月 - 本社と関係会社4社を含む2事業所でISO 14001の認証取得
- 2007年（平成19年）5月 - 日本抵当証券株式会社を子会社化
- 2008年（平成20年）4月 - シャープファイナンス株式会社を子会社化
- 2012年（平成24年）4月 - 日本抵当証券株式会社を吸収合併
- 2014年（平成26年）7月 - ALM社（英国）を子会社化
- 2015年（平成27年）10月 - 株式会社ワイ・エフ・リーシングを吸収合併
- 2017年（平成29年）1月 - アクリーティブ株式会社を子会社化
- 2018年（平成30年）10月 - 日本政策投資銀行と共同で株式会社インボイス全株式を取得し、芙蓉総合リースはインボイスを連結子会社化[4][5]
- 2019年（平成31年）4月 - 東京電力エナジーパートナー株式会社、株式会社ファームシップとの合弁会社、彩菜生活合同会社を設立。[6]
- 2019年（令和元年）8月 - 株式会社LNホールディングスとその子会社のNOCアウトソーシング＆コンサルティング株式会社の全株式を取得し、連結子会社化。[7]
- 2020年（令和2年）4月 - ヤマトホールディングスの完全子会社であるヤマトリースの発行済普通株式の60%を取得し、連結子会社化。[8]
- 2022年（令和4年）1月 - 株式会社日本信用リースを吸収合併

## 事業内容
- 情報関連機器、事務用機器、産業機械、工作機械、商業用店舗設備、医療機器、船舶/航空機/車両並びに輸送用機器（オートリース等）、建築土木機械、などのリースおよび割賦販売業務
- 金銭の貸付、その他各種金融業務（ファイナンスリース）
- 不動産リース
- BPOサービス
- 再生可能エネルギーの包括的業務
- 生命保険の募集業務
- 各種コンサルティング業務　その他

## グループ会社
- 株式会社インボイス
- アクリーティブ株式会社
- 芙蓉オートリース株式会社
- 株式会社エフ・ジー・エル・サービス
- 株式会社芙蓉リース販売
- 株式会社アクア・アート
- 株式会社ワイ・エフ・リーシング
- 株式会社エフ・ネット
- 株式会社ファイブ・フォックスマネジメント
- 横河レンタ・リース株式会社
- シャープファイナンス株式会社
- 株式会社東神ジェネラルクリエイト
- 株式会社LNホールディングス
  - NOCアウトソーシング＆コンサルティング株式会社
- ヤマトリース株式会社
- Fuyo General Lease (USA) Inc.
  - NY Head Office
  - LA Office
- Fuyo General Lease (HK) Limited
- FGL Aircraft Ireland Limited
- 芙蓉綜合融資租賃(中国)有限公司
- Aircraft Leasing and Management Limited
- 株式会社WorkVision